# Enes Sali
Enes Sali, né le 23 février 2006 à Toronto, est un footballeur international roumain qui joue au poste de milieu de terrain à l'Al-Riyadh SC, en prêt du FC Dallas.

## Biographie

### Carrière en club
Ayant commencé à jouer au football à Woodbridge, dans la banlieue d'Ontario, il est repéré par le FC Barcelone en 2017, ce qui l'aménera à passer deux saisons en Catalogne. Mais en prise à des complications administratives qui freinent la poursuite de sa formation en Espagne, et face à la passivité de la FIFA et de son club, il décide de partir en Roumanie, sous les conseils de l'international roumain Gheorghe Hagi, dont il intègre l'académie.
Sali signe un contrat pluriannuel au FC Dallas, le 4 décembre 2023. Il rejoindra son nouveau club le 1er janvier 2024. 

### Carrière en sélection
Il fait ses débuts en équipe de Roumanie le 14 novembre 2021, en étant âgé de seulement 15 ans et 264 jours, ce qui constitue un record de précocité en Europe. Il entre en fin de match contre le Liechtenstein, lors d'une rencontre des éliminatoires du mondial 2022.